# Paharivka, Oleksandria
Paharivka (în ucraineană Пахарівка) este un sat în comuna Mîhailivka din raionul Oleksandria, regiunea Kirovohrad, Ucraina.

## Demografie
Componența lingvistică a localității Paharivka
     Ucraineană (99,04%)
     Alte limbi (0,96%)
Conform recensământului din 2001, majoritatea populației localității Paharivka era vorbitoare de ucraineană (99,04%), existând în minoritate și vorbitori de alte limbi.